# Formica rubicunda
Formica rubicunda é uma espécie de formiga do gênero Formica, pertencente à subfamília Formicinae.